# Siswal
Siswal – wieś i stanowisko archeologiczne w północnych Indiach, w stanie Hariana, w odległości 25 kilometrów od Hisaru. Starożytna osada protomiejska należąca do cywilizacji doliny Indusu.
Jest to stanowisko typowe kultury Siswal datowanej na około 3800 r. p.n.e. Przez wzgląd na duże podobieństwo łączone jest z sąsiednią kulturą Sothi w jedną, znaną szerzej jako kulturę  Sothi–Siswal.

## Stanowisko
Siswal jest niewielkim stanowiskiem archeologicznym kultury harappańskiej obejmującym wzgórze o wysokości 2,5 metra i wymiarach 300 na 200 metrów. Powierzchnia dawnej osady wynosi 6 hektarów. Północno-wschodnia część stanowiska została częściowo uszkodzona w związku z wykorzystywaniem terenu pod uprawę roli. W starożytności Siswal leżało nad rzeką – po południowej stronie wzgórza znajduje się starorzecze rzeki Drishadwati, dopływu Saraswati (dziś są to odpowiednio Chautang i Ghaggar, które zmieniły bieg koryta). Świadczy o tym obecność piasków i osadów rzecznych w bezpośrednim sąsiedztwie Siswal.

## Kultura Sothi–Siswal
Na podstawie znalezionej w Siswal ceramiki kultura tego stanowiska jest klasyfikowana jako odrębna kultura archeologiczna. Jest to kultura przedharappańska, która istniała w tym samym czasie co kultura wczesnoharappańska. Miała z nią powiązania handlowe, społeczne oraz kulturowe. Na podstawie badań archeologicznych dowiedziono, że Siswal oraz położone 70 kilometrów na zachód Sothi są przykładami tej samej kultury archeologicznej i są jej stanowiskami typowymi. Najstarsze artefakty archeologiczne zaliczane do kultury Sothi – Siswal znaleziono w jednym z największych znanych miast harappańskich - Kalibanganie.
Wiadomo, że ludność przedharappańska mieszkała w domach z gliny krytymi strzechą. Głównym zajęciem ludności było rolnictwo, pasterstwo oraz hodowla zwierząt takich jak krowy, byki, świnie i kozy. Używali czerwonej ceramiki wykonanej na kole, która często była malowana.
Istnieją liczne podobieństwa między ceramiką Sothi–Siswal i Kot Diji. Obszar kultury Kot Diji znajduje się na północny-zachód od obszaru Sothi–Siswal.
Kultura Sothi-Siswal w dzisiejszym południowo-wschodnim Radżastanie graniczyła z kulturą Ahar-Banas, a ceramiki obu obszarów kulturowych posiadają pewne cechy wspólne.
Według Tejasa Garge kultura Sothi znacznie wyprzedza czasowo kulturę Siswalu. Kultura Sothi sięga 4600 r. p.n.e., podczas gdy najwcześniejsza warstwa Siswal A jest datowana na 3800–3200 r. p.n.e. i odpowiada środkowej i górnej warstwie Sothi.

## Wykopaliska
Na podstawie badań archeologicznych przeprowadzonych w 1970 roku przez Suraja Bhana warstwy osadów, a więc dzieje stanowiska archeologicznego można podzielić na dwa główne okresy: Siswal A oraz Siswal B, które dzieli się na kolejne trzy podokresy: I, II i III na podstawie zasadniczych różnic we fragmentach znalezionej ceramiki. Odkrywka archeologiczna sięgnęła głębokości dwóch metrów, a grunt rodzimy, niezawierający śladów aktywności człowieka, osiągnięto na głębokości 1,25 metra. Nie odnaleziono jak dotąd żadnych pozostałości budynków z cegieł bądź innego, wytrzymałego materiału.

### Siswal A
Okres obejmuje najstarsze i najgłębsze warstwy geologiczne zawierające jakiekolwiek ślady działalności człowieka, które w badaniach opisano jako warstwy od 2 do 5 (warstwa najgłębsza). Ze względu na typ znalezionej ceramiki, w okresie Siswal A wyróżnia się jeden podokres, którego nazwa pochodzi od miasta, w którym znaleziono najstarsze zabytki archeologiczne kultury Sothi-Siswal – Kalibangan I.

#### Podokres I –Kalibangan I
Do tego podokresu zalicza się najstarszą ceramikę znalezioną w Siswalu. Została ona szczegółowo zbadana przez B.K. Thapara i podzielona na sześć typów - A, B, C, D, E i F.
Według Thapara Typ A to matowa, czerwona ceramika o barwie gliny od czerwieni do różu i czarnych malowidłach na powierzchni; ceramika wykonana na wolnym kole garncarskim o nieregularnych prążkach.
Typ B to czerwona ceramika angobowana, prążkowana do rantu, pokryta roztworem gliny (angobą) zmieszaną z piaskiem zdobiona czarnymi, poziomymi pasami na angobowanej powierzchni.
Typ C to czerwona ceramika angobowana o gładkiej powierzchni z angobą w odcieniach czerwieni i fioletu ze starannie wykonanymi malowidłami w kolorze czarnym.
Typ D to ceramika z grubej, twardej i wytrzymałej gliny, angobowana na czerwono. Główną cechą wyróżniającą typ D są ryte wzory zarówno na wewnętrznej, jak i zewnętrznej powierzchni. Kształty zaliczane do typu D są inne od pozostałych – są to głównie ciężkie dzbany, misy i słoje.
Typ E składała się z naczyń z płowym lub czerwonawo-płowym szkliwem malowanym czarnym, a czasem białym pigmentem.
Typ F składała się z ceramiki szarej malowanej zarówno na czarno, jak i na biało.
J.S. Nigam dzieli ceramikę kultury Sothi w zależności od barwy na czerwoną, płową oraz szarą.
Katy Frenchman używa terminologii „kultura Sothi” dla wczesnej kultury harappańskiej, której ceramikę znajdziemy między innymi w Sothi, Siswalu, Kalibanganie czy Binjor itd. Dzieli ceramikę Sothi na następujące grupy:
prążkowana czerwona ceramika, gładka czerwona ceramika, gładka i malowana na czarno rytowana czerwona ceramika, czarna i czerwona rytowana czerwona ceramika, ceramika prążkowana, czerwona ceramika z czarno-białą malaturą, płowa rytowana ceramika z czerwoną malaturą, rytowana czerwona ceramika z czarną angobą i płaska czerwona ceramika z czarną angobą.

### Siswal B
Okres Siswal B obejmuje młodsze i płycej położone warstwy geologiczne stanowiska archeologicznego, sięgające bezpośrednio powierzchni – warstwy 1 oraz 1a. Okres Siswal B wykazuje bardzo duże podobieństwo do ceramiki znalezionej na innym stanowisku kultury Sothi-Siswal - Mitathalu (w tamtejszym okresie I). Okres Siswal B dzieli się na dwa podokresy - II oraz III , które nazywa się odpowiednio podokresem późnego Siswalu oraz podokresem harappańskim. Oba typy ceramiki znajdują się w tych samych warstwach geologicznych, co potwierdza współistnienie kultury Sothi-Siswal z kulturą harappańską w podobnym okresie czasowym.

#### Podokres II –późny Siswal
Ceramika, którą określa się mianem późnego Siswalu, charakteryzuje się ewolucją form znanych z poprzedzającego okresu kalibangańskiego. Zarówno formy, jak i wzornictwo ceramiki są bardziej surowe i oszczędne. Naczynia są grubsze i wytrzymalsze, a proces ich wytwarzania na kole garncarskim wydaje się być dokładniejszy. Z sześciu typów ceramiki kalibangańskiej najczęściej występują typy A oraz C, z kolei bardzo rzadkie są fragmenty zaliczane do typu E oraz ceramika produkowana ręcznie.
Naczynia są zdobione we wzory linearne, czarnym bądź brązowym kolorem na czerwonej bądź różowej powierzchni naczynia. Nie występuje pigment biały, popularny w podokresie I. Wzory powtarzają się, a ich różnorodność jest niewielka. Najczęściej powtarzającym się motywem jest pas malowany na górnej części naczynia, wokół jego szyjki bądź krawędzi. Pojawiają się również linie faliste oraz okręgi.
Dekoracje rytowane pojawiają się w formie płytkich, nieregularnych linii na ceramice typu D oraz w postaci linii poziomych bądź falistych na typie A. Niektóre słoje typu B posiadają dekorację rytą w postaci dwu równoległych żłobień na szczycie naczynia. Niektóre fragmenty ceramiki zawierają znaki graficzne w postaci graffiti oraz znaków pisma induskiego.

#### Podokres III –harappański
Ceramika okresu harappańskiego występuje w Siswal w niewielkiej ilości i ogranicza się do dużych słojów z wywiniętym brzegiem, słojów z wywiniętym brzegiem o ścianach w kształcie litery „S”, waz na nóżkach i naczyń na nóżce, również w wersji szerokiej i przysadzistej. Ceramika toczona jest na szybkim kole garncarskim i pokrywana angobą o czerwonej bądź jasnoczerwonej barwie. Dekoracje to najczęściej proste, czarne pasy na szczycie naczynia, pojawiają się również motywy roślinne w postaci liści.

### Pozostałe znaleziska
Stanowisko archeologiczne w Siswal ciągle pozostaje słabo zbadane, w związku z tym liczba artefaktów archeologicznych pochodzących z tego miejsca jest niewielka. Oprócz ceramiki odkryto przedmioty z terakoty, między innymi bransolety podobne do tych z Mitathalu oraz kulki z odciskami palców. Znaleziono również dyski z terakoty, również podobne do tych Mitathalu. Nie znaleziono jak dotąd żadnych przedmiotów wykonanych z miedzi czy brązu.